# Berthoud
Pour les articles homonymes, voir Berthoud (homonymie) et Burgdorf (homonymie).
Berthoud, appelée Burgdorf en allemand, est une ville et une commune suisse du canton de Berne, située dans l'arrondissement administratif de l'Emmental.

## Géographie

Photo aérienne par Walter Mittelholzer (1925).

La commune s'étend sur 15,6 km2 à l’entrée de la vallée de l’Emmental, berceau du fromage du même nom. Son centre est situé à 20 km au nord-est de Berne.

## Démographie
Berthoud compte 17 119 habitants au 31 décembre 2023. Sa densité de population atteint 1 097 hab./km2.

## Histoire
La ville doit probablement sa fondation au duc Conrad de Zähringen qui érigea au XIIe siècle une forteresse, le Château de Berthoud, destinée à contrôler l'entrée de l'Emmental. À l'extinction des Zähringen, Berthoud passa en 1218 aux Kybourg. En 1384, Berne acquit la ville au terme de la guerre de Berthoud et installa ses baillis au château jusqu'en 1798.

## Médias
Le Burgdorfer Tagblatt est le plus ancien journal du canton de Berne.

## Culture et patrimoine

### Héraldique
| Blason | Blasonnement : Parti de sable et d'argent à la bordure d'or |

### Monuments et curiosités
- Museum Franz-Gertsch.
- Château datant de la seconde moitié du XIIe siècle, édifié par les ducs de Zaehringen.
- La Grenette (Kornhaus), centre suisse de culture populaire.
- Église réformée (Stadtkirche), construite entre 1471 et 1490. Son jubé compte parmi les fleurons de la taille de la pierre du gothique tardif.
- Ancien hôpital, construction de style gothique tardif en pierre de taille.
- Maison Zum Ochsen avec éléments Renaissance et gothiques.
- Fondation matériel historique de l'armée suisse HAM. Le site de Berthoud abrite la collection de véhicules, qui compte plus de 400 objets, des véhicules hippomobiles du XIXe siècle aux camions et bateaux, en passant par le char de combat moderne.

### Manifestations
- Burgdorfer-Krimitage, journées du polar, chaque année en automne durant dix jours.
- Berthoud a également accueilli la Fête fédérale de lutte et des jeux alpestres en 2013.

## Écoles
La Haute école spécialisée bernoise (anciennement appelée « École d'ingénieurs » ou « Technicum », dispose à Berthoud des deux filiales d'architecture, génie civil et bois et de technique et informatique.
En février 1974, des étudiants de l'École de Technicum ont lancé l'initiative populaire « pour douze dimanches par année sans véhicules à moteur ni avions ». Elle est déposée le 30 mai 1975 à la Chancellerie fédérale. Le 28 mai 1978, elle est rejetée en votation à 63,7 %. Néanmoins, 3 209 habitants de Berthoud ont accepté l'initiative contre 2 531 qui l'ont refusé.

## Transports
- Ligne ferroviaire CFF Berne – Zurich
- Ligne ferroviaire BLS Thoune-Soleure
- Lignes de bus pour Lyssach, Fraubrunnen et pour Wynigen
- Autoroute A1, sortie 39 Kirchberg

## Sécurité
Une annexe dépendante de l'établissement pénitentiaire de Hindelbank (prison pour femmes) se situe sur la commune. Destinée à permettre le travail à l'extérieur de la prison, la structure peut accueillir 12 détenues.

### Personnalités
- Adolf Spiess, pionnier de l’enseignement de la gymnastique ;
- Alain Berger (1990-), joueur de hockey ;
- Christa Markwalder, (1975-), Femme politique, présidente du conseil national 2015-2016 ;
- Franz Gertsch, peintre ;
- Henri Pestalozzi, pédagogue qui, en 1798, fonda une école primaire au château ;
- Johann August Sutter, né à Kandern, en Allemagne, devient commerçant à Berthoud à partir de 1826 puis émigre vers l'Amérique en 1834. La fameuse ruée vers l'or en Californie provient de la découverte, le 24 janvier 1848, d'une pépite d'or près du moulin qu'il faisait construire ;
- Lisa della Casa (1919-2012), chanteuse d'opéra ;
- Marion van Laer-Uhlmann (1905-2004), militaire engagée lors de la Seconde Guerre mondiale ;
- Martin Gerber (1974-), joueur de hockey-sur-glace ;
- Max Buri (1868-1915), peintre[8] ;
- Pascal Berger (1989-), joueur de hockey ;
- William Röthlisberger (1862-1943), peintre Suisse 2075 Wavre. Originaire Burgdorf.
- David von Ballmoos (né en 1994), footballeur professionnel